# Groß Boden
Groß Boden er en kommune i det nordlige Tyskland, beliggende i Amt Sandesneben-Nusse i den nordvestlige del af Kreis Herzogtum Lauenburg. Kreis Herzogtum Lauenburg ligger i delstaten Slesvig-Holsten.

## Geografi
Groß Boden ligger omkring 8 km sydøst for Bad Oldesloe, 18 kilometer sydvest for Lübeck og cirka 20 km vest for Ratzeburg.